# The Unearthly
The Unearthly este un film SF american din 1957 regizat de Boris Petroff. În rolurile principale joacă actorii John Carradine, Allison Hayes, Myron Healey, Sally Todd, Marilyn Buferd și Tor Johnson.

## Prezentare
Un medic nebun se folosește de pacienții săi de la Institutul său de psihiatrie care este izolat în încercările sale de a descoperi longevitatea prin introducerea chirurgicală a unei glande artificiale în craniile lor, cu rezultate dezastruoase.

## Actori
| Actor            | Personaj             |                   |
| ---------------- | -------------------- | ----------------- |
| John Carradine   | Dr. Charles Conway   |                   |
| Myron Healey     | Mark Houston         | ca Myron Healy    |
| Allison Hayes    | Grace Thomas         |                   |
| Marilyn Buferd   | Dr. Sharon Gilchrist | ca Marylyn Buferd |
| Arthur Batanides | Danny Green          |                   |
| Sally Todd       | Natalie Anders       |                   |
| Tor Johnson      | Lobo                 |                   |
| Roy Gordon       | Dr. Loren Wright     |                   |
| Guy Prescott     | Căpitanul Reagan     |                   |